# State Farm Women's Tennis Classic 2002
State Farm Women's Tennis Classic 2002 — жіночий тенісний турнір, що проходив на відкритих кортах з твердим покриттям у Скоттсдейлі (США). Належав до турнірів 2-ї категорії в рамках Туру WTA 2002. Відбувсь утретє і тривав з 26 лютого до 3 березня 2002 року. Третя сіяна Серена Вільямс здобула титул в одиночному розряді й отримала 93 тис. доларів США.

## Фінальна частина

### Одиночний розряд
Серена Вільямс —  Дженніфер Капріаті 6–2, 4–6, 6–4
- Для Вільямс це був 1-й титул в одиночному розряді за сезон і 12-й — за кар'єру.

### Парний розряд
Ліза Реймонд /  Ренне Стаббс —  Кара Блек /  Олена Лиховцева 6–3, 5–7, 7–6